# 조지프 그루
조지프 클라크 그루(Joseph Clark Grew, 1880년 5월 27일 ~ 1965년 5월 25일)는 미국의 외교관이다. 1932년부터 1941년까지 주일본 미국 대사를 지냈으며 1944년부터 1945년까지 국무부에서 일했다.
1920년부터 1921년까지 주덴마크 대사, 1921년부터 1924년까지 주스위스 대사를 지내다 국무부 차관이 되었다. 1927년부터 1932년까지 주터키 대사를, 1932년부터 주일본 대사를 지냈다. 일본과의 협상을 모색하다가 진주만 공격 후에 구금되어 1942년 양국의 외교관 교환 때 귀국했다.
귀국 후에 국무부에서 근무를 이어갔으며, 1945년 에드워드 스테티니어스 국무장관이 사임한 후 잠시 장관 직무를 대리했다. 1945년 8월 공직에서 은퇴하였으며, 1965년 5월 25일 사망했다.